# Ghost (marque)
Pour les articles homonymes, voir Ghost.
Ghost est une marque londonienne de vêtements créée par Tanya Sarne en 1984.

## Caractéristiques
La marque Ghost est célèbre pour ses créations en style crêpé faits à partir de fibres de viscose, qui cherchent à mettre en valeur la fluidité et la féminité. Les produits ont du fait du matériau une grande légèreté, sans la fragilité correspondante ; au contraire, ils sont prévus pour être facile à porter et à laver.
L'ampleur de ces vêtements les rend adaptés à chaque saison et moment de la journée : en ville comme à la plage, en intérieur comme au jardin. Beaucoup des vêtements conçus par la marque ont des tailles adaptables par leur élasticité.  
La formule a du succès : en 2004, la marque célébrait ses 20 ans dans les activités de la mode. On compte 9 magasins Ghost dans le Royaume-Uni, un sur Bond Street, à New York, et un correspondant à Los Angeles.
La marque s'est lancé aussi dans le dessin de lunettes.

### Parfums
Outre les vêtements, la marque a proposé des parfums :
- pour femmes :
  - Ghost (1995) à porter le jour, mêlant les senteurs de pêche, mandarine, jasmin et  magnolia,
  - Ghost Deep Night (2001), parfum de tous les jours, mélange de senteurs d'abricot, de vanille et de pêche,
  - Ghost Serenity (2001) une eau de toilette pour le soir, mêlant vétiver, tubéreuse et clémentine ;
- pour hommes : Cologne Ghost (2004) mélange de bergamote, girofle, anis, menthe, rose, fleur d'oranger, santal, patchouli, et fève de tonka

## La fondatrice
Tanya Sarne, née en 1949 , est la fille d'un mathématicien juif français, qui s'enfuit à Londres à l'approche des nazis pendant la seconde Guerre mondiale, et qui y aura gagné sa vie comme journaliste. Sa mère est une journaliste roumaine. Toute jeune, elle a joué dans un film Pathe, "Cindarella", présentant la carrière d'une jeune fille dans une école de mannequin. Tanya travailla comme mannequin à 14 ans, puis s'essaya à la danse à Knightsbridge, fit aussi des essais pour le réalisateur Rossano Brazzi à Rome. Elle abandonna le cinéma pour revenir à Londres et fréquenter l'Université de Sussex. 
Elle épousa le chanteur pop Michael Sarne en 1969 ; ils auront deux enfants, mais divorceront en 1978. 
Après divers voyages à travers les États-Unis, l'Amérique du Sud (où elle contribue à un film réalisé par son mari, Intimidade en 1975) et l'Europe, elle se lança en 1976 dans le commerce des vêtements en alpaga péruvien. Elle introduisit sur le marché britannique les marques scandinaves In Wear et Laize Adzer et établit sa propre ligne de vêtements de sports en 1978 : MIZ.
En 1984-1985 elle s'associa à la styliste Katharine Hamnett, pour fonder la marque Ghost. Le nom vient de la phrase "it doesn't stand a ghost of a chance" (il n'y a pas l'ombre d'un doute). 
Elle est désormais à la tête d'un empire de plusieurs millions de livres. Elle s'est spécialisée dans des vêtements d'été qui se vendent chez Marks and Spencer. Sa technique et son look veulent allier originalité et durée. Elle ne dessine pas tant ses produits pour les mannequins que pour les femmes ordinaires.